# ブルーライン交通

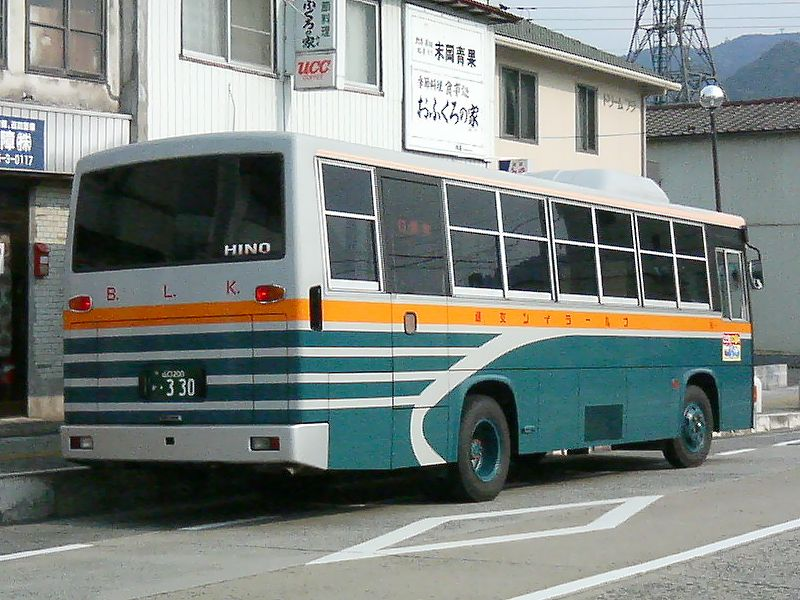
一般路線車

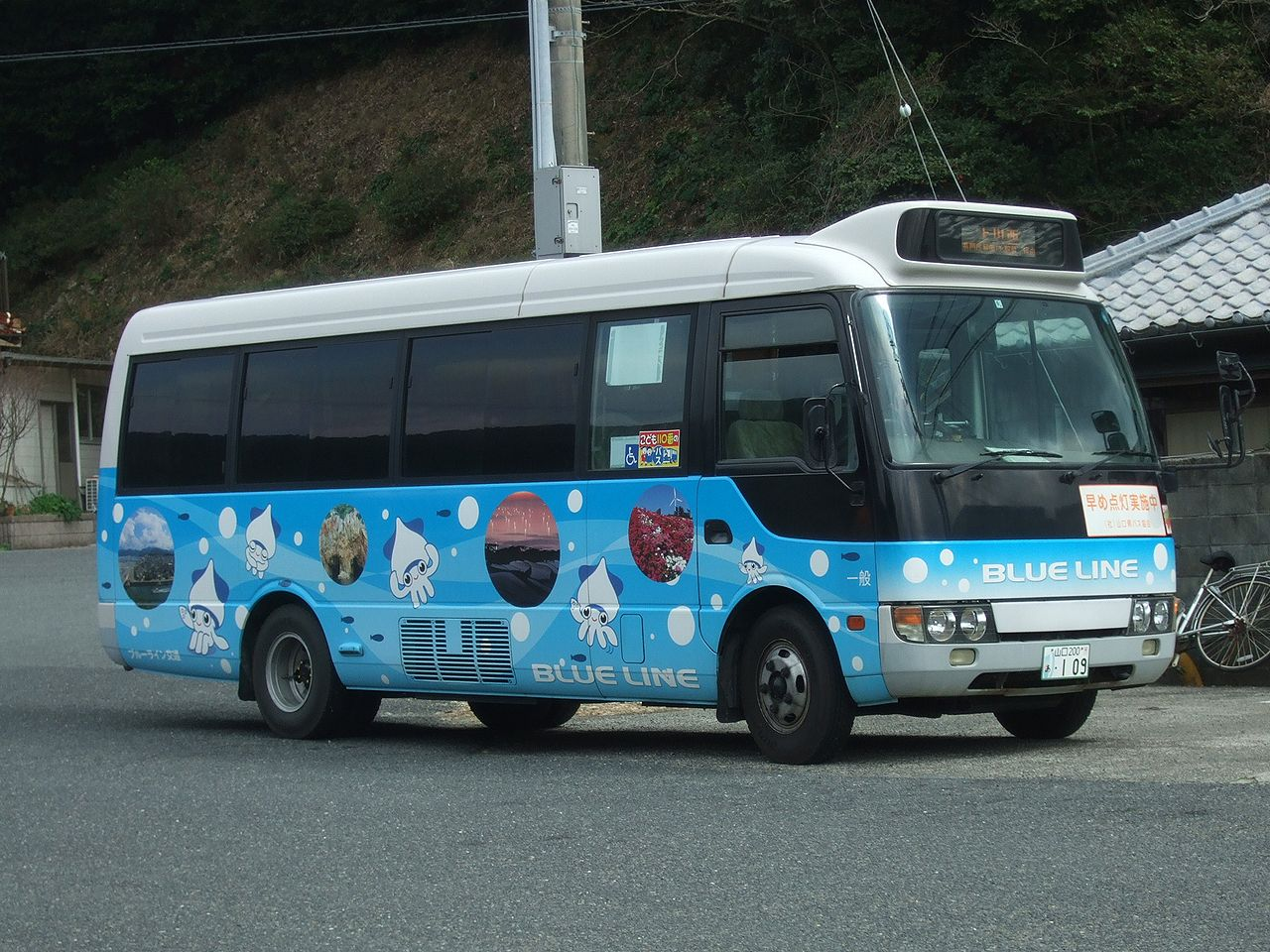
オリジナルカラーの車両も存在する

ブルーライン交通株式会社（ブルーラインこうつう）は、山口県北西部をエリアとするバス事業者である。山口県の主要路線バス事業者であるサンデン交通の子会社。

## 沿革
豊浦郡豊北町（現：下関市豊北町）内で個人事業にて路線バスの運行を行っていた「秋枝自動車」が起源とされる。1963年にサンデン交通の資本を受け入れ、同社傘下の子会社「秋枝バス」として法人化される。その後1966年10月に「豊北交通」（ほうほくこうつう）に変更。1984年にサンデン交通豊北営業所跡地の現在地に移転。1988年4月に社名を「ブルーライン交通」に改めたのち、平成に入ってサンデン交通の大津郡日置町および油谷町（現：長門市西部）の路線を引き継ぎ、営業エリアを拡大した。その後、サンデン交通の豊田地区（現：下関市豊田町）および川棚地区（現：下関市豊浦町）の路線を引き継ぎ、現在はサンデン交通の地域子会社としての色合いがより強くなっている。
- 1963年09月28日:豊北町阿川に秋枝バス㈱発足
- 1966年10月24日:秋枝バス株式会社より豊北交通株式会社に社名変更
- 1984年12月13日:サンデン交通株式会社豊北営業所廃止に伴い、路線運行を引き継ぐ。本社社屋を豊北町神田肥中に移転
- 1987年11月20日:サンデン交通が油谷町、大浦線、津黄線の運行廃止に伴い、路線運行を引き継ぐ
- 1988年04月01日:豊北交通株式会社よりブルーライン交通株式会社に社名変更
- 1989年11月06日:サンデン交通が人丸駅、日置町、長門市線の運行廃止に伴い、路線運行を引き継ぐ
- 1993年03月09日:貸切事業区域を拡張（豊浦郡、大津郡、長門市）
- 1995年08月01日:油谷町渡海船廃止により、大浦線を増便
- 1997年03月19日:貸切事業区域が山口県全域となる
- 1998年03月16日:サンデン交通㈱が長門市上川西線の運行廃止に伴い、路線運行を引き継ぐ
- 1999年10月01日:サンデン交通が豊田営業所、川棚分所の廃止に伴い、路線運行を引き継ぐ
- 2000年11月06日:角島大橋開通により、路線バス乗り入れ開始
- 2003年10月01日:「石柱渓」乗り入れ廃止、長門市「図書館前」乗り入れ開始
- 2004年10月01日:ダイヤ改正により豊北町～豊浦町および豊北町～豊田町で相互乗入れ
- 2005年02月13日:下関市と豊浦町、豊北町、豊田町、菊川町が合併
- 2005年03月22日:長門市と油谷町、日置町、三隅町が合併
- 2005年04月01日:長門市油谷「ラポールゆや」、「保健センター」乗り入れ開始
- 2006年04月01日:豊北中学校統廃合に伴い、「豊北中学校」乗り入れ開始
- 2006年10月30日:貸切事業区域に福岡県北九州市門司区を追加
- 2007年10月01日:上川西線 新路線開設（「フジ長門店」乗り入れ開始）、長門市白潟地区にて運行開始
- 2008年04月01日:ダイヤ改正により、二見駅～滝部線を廃止。大河内・横道を循環（新路線）にて乗り入れ開始、「豊浦病院」乗り入れ開始
- 2009年04月01日:「油谷中」乗り入れ廃止、津黄線廃止
- 2010年04月01日:「松谷漁協」へ試行運転にて乗り入れ、「情報プラザ前」の廃止
- 2011年10月01日:「豊田中央病院」乗り入れ開始
- 2013年10月01日:石屋形・厚保本郷線を廃止
- 2014年10月01日:高齢者割引定期券「ブルるん♪パス」発売開始
- 2015年07月01日:「kidsブルー」 (こども50円バス) 開始
- 2016年04月01日:「日永住宅前」廃止、野田・畑上線を廃止
- 2017年10月01日:交流センター運行経路を変更
- 2024年04月01日:上川西線を廃止

## 本社および営業所
- 本社・豊北営業所
山口県下関市豊北町神田1411
- 豊田営業所
山口県下関市豊田町大字矢田263-1
- 豊田営業所川棚分所
山口県下関市豊浦町大字川棚5270-2
- 油谷営業所
山口県長門市油谷向津具上
- 大泊休憩所
山口県長門市仙崎大泊

## 現行路線
- 営業拠点ごとに「下関市北部（豊北・豊浦）地区」「豊田・美祢地区」「長門地区」に大きく分けることができる。
- 全ての路線で、山口県共通バスカードが使用可能。（下記参照）
- 2016年4月1日より以下の全線でSUNQパスが利用できるようになった。

### 下関市（豊北・豊浦）地区
- 島戸 - 肥中 - 特牛港 -（道の駅ほうほく）- 二見駅 - （小串）小田 - 小串駅 -（豊浦病院）- 川棚駅 - 川棚温泉
  - 豊浦病院・道の駅を経由しない便あり
  - 一部は二見駅発着で運行
- 滝部駅 - （豊北中学校） - 特牛駅 - （道の駅ほうほく）- 肥中 - 島戸 - 瀬崎公園 - （角島）尾山憩の家
  - 豊北中学校・道の駅を経由しない便あり
- 阿川駅 - 肥中 - 島戸
- 豊田町西市 - 荒木温泉 - 一の俣温泉 - 一の俣 - 一の俣温泉 - 荒木温泉 - 西教寺 - 滝部駅
  - 一の俣温泉・一の俣を経由しない便あり
- 川棚温泉 - 川棚駅 - 豊浦病院 - 川棚駅 - 横道 - 大河内温泉前 - 本郷橋 - （小串）小田 - 豊浦病院前 - 川棚駅 - 川棚温泉
- 川棚温泉 - 川棚駅 - マーレとようら前 - 涌田 - 養殖場入口
- 豊浦病院 - 川棚駅 - 黒井 - 室津 - 室津上
- 川棚温泉 - 川棚駅 - 黒井 - 室津
- 川棚温泉 - ゆめマート川棚店前 - 松谷入口 - 涌田 - 松谷 - 川棚温泉

### 下関市（豊田）・美祢地区
- 豊田町西市 - 西市高校
- 豊田町西市 - 豊田前 - 御注連 - 桃木-  (大嶺) - 美祢駅 - 美祢青嶺高校前 -(美祢市立病院) - 来福台
  - 大嶺・美祢市立病院を経由しない便あり。

### 長門地区
長門市駅方面と川尻方面は古市駅で一部直通運転
- 古市駅 - 人丸駅 - 渡場 - 上小田 - 小田 - 川尻 - 小田 - 久津 - 大浦 - 油谷島
- 古市駅 - 人丸駅 - 札場 - 上小田 - 小田 - 川尻 - 小田 - 久津 - 大浦 - 油谷島
- 古市駅 - 大内山 - 長門市駅 -  長門病院  - 水産校舎前 - 仙崎駅前 - センザキッチン
- 古市駅 - 黄波戸漁協前 - 黄波戸駅入口 - 長門市駅 - 長門病院 - 水産校舎前 - 仙崎駅前 - センザキッチン

## 車両

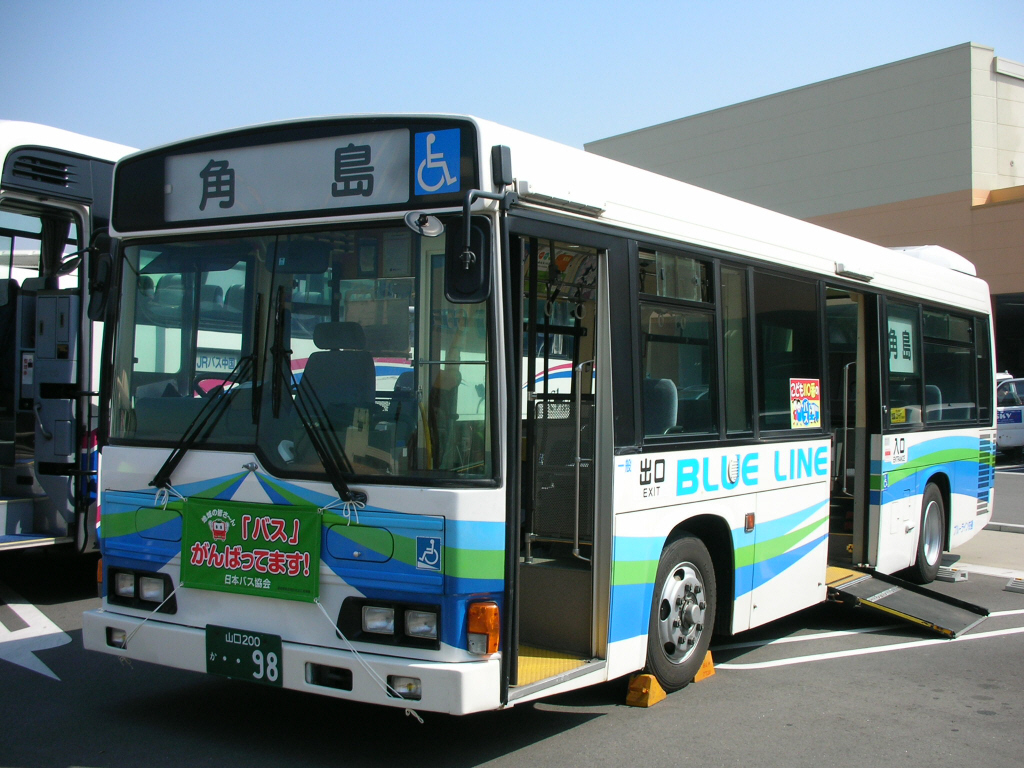
角島大橋開通記念に導入されたノンステップ車

首都圏や関西圏等を中心とした各社からの移籍車が中心で一般路線バスの約半分は親会社のサンデン交通と同じく屋根がベージュ色、窓下帯がオレンジ色、車体下部が濃い緑色にグレーのストライプである。サンデン交通からの移籍車両も所属しており違いは側面ロゴの「サンデン交通」が「ブルーライン交通」となり、後部のイニシャル表記が「S.D.K.」（San-Den Kotsu←Sanyo Denki Kido）から「B.L.K.」（Blue-Line Kotsu）に変わったのみである（サンデン交通の白ベースの新塗装車と船木鉄道からの移籍車は塗り替え済）。以前はマイクロバス（三菱ローザ）に軽微な改造を施して乗合仕様としているものも在籍していた。
2010年頃より一般路線バスの塗装を新塗装に変更する。新塗装は水色一色で 英語の筆記体で「Blue Line」と表記されている。

## 山口県共通バスカードについて
山口県では、サンデン交通と防長交通が中心となって県内の共通バスカードの取扱いを行っており、県内の6事業者（サンデン・防長・船木鉄道・宇部市交通局・岩国市交通局・中国JRバス）の間で共通に使用できる。しかし、当初ブルーライン交通はバスカード導入そのものを見送ったため（カード利用が期待できる都市型路線が皆無で、カードリーダーの取り付けなどで新たな経費が発生することを嫌ったためと推測される）、移管後暫くは長門地区ではバスカードが使用できなかった。だが、長門地区の車両も運用の関係上サンデン交通や防長交通と重複する区間を運行することが多い上、沿線利用者からの要望も強かったため、現在は原則全ての車両が共通バスカードに対応している（サンデン交通側の公式HPには豊北及び長門の記載がないが、利用できる）。全車両にサンデン交通で使用している同型のバスカード機器が導入されている。
因みに、豊田営業所・川棚分所管内については、共通バスカード取扱い開始後にサンデン交通から路線譲渡を受け、移管後も一部区間でサンデン交通と路線が重複していたことから、サービス維持のために共通バスカードが移管後当初から使用可能となっていた。
2019年、いわくにバス（旧・岩国市交通局）が広島県のICカードPASPYに完全に移行し、それ以降岩国市交通局・いわくにバス発行のバスカードはブルーライン交通及び他社で使えなくなった。
サンデン交通では2021年3月6日からnimocaが導入されたが、ブルーライン交通ではICカードの利用はできず、引き続きバスカードが利用可能である
カードは発行しておらず、2021年3月5日までサンデン交通発行のバスカードの販売をしていたが、同カードの販売終了に伴い、車内で販売しなくなった。現在は船木鉄道で購入が必要。